# Lisa Berg

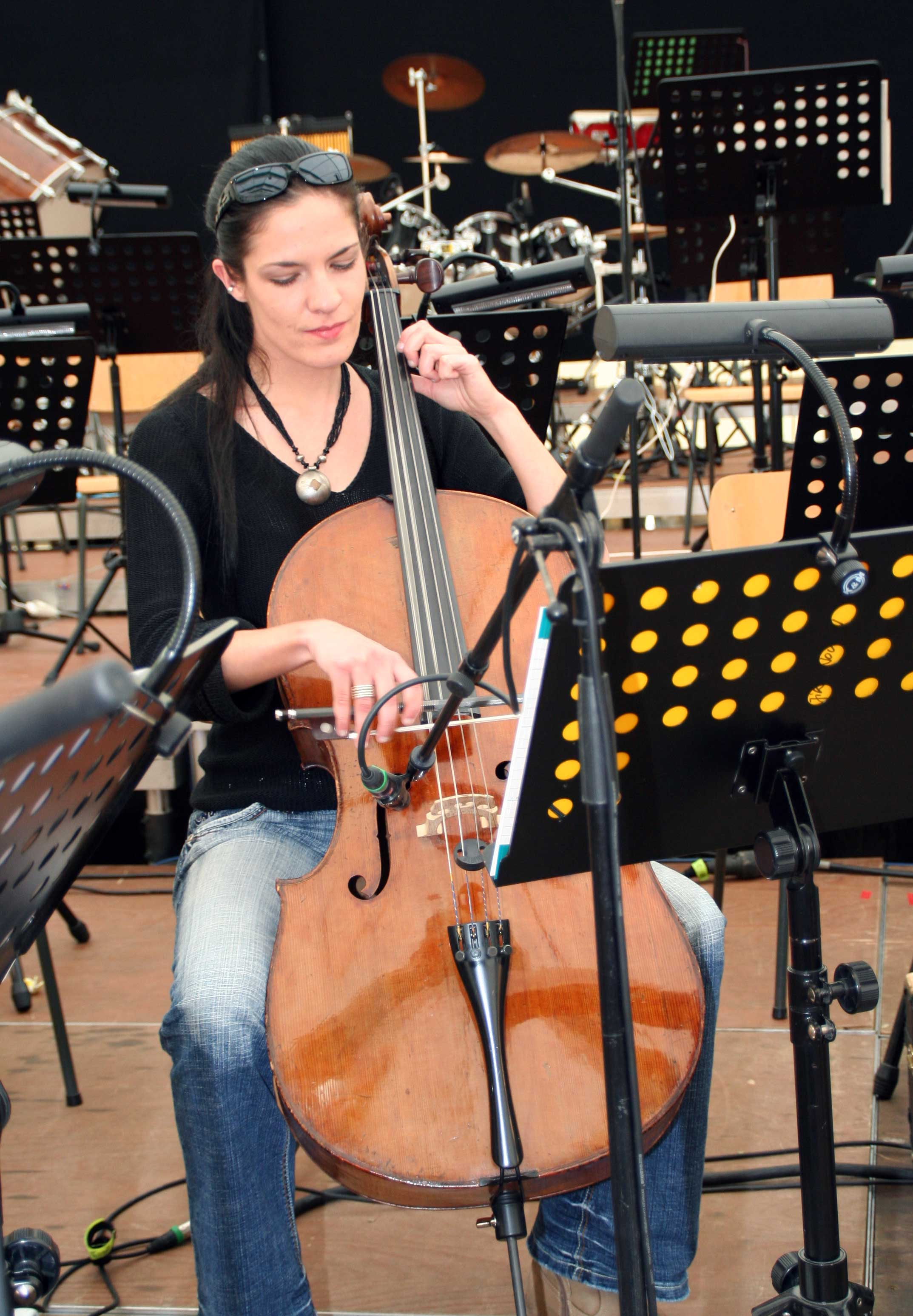
Lisa Berg am Cello

Lisa Berg (* 28. Oktober 1978 in Luxemburg; † 21. Dezember 2017 ebenda) war eine luxemburgische Cellistin und Komponistin.

## Leben und Ausbildung
Lisa Berg erhielt mit sechs Jahren den ersten Musikunterricht und begann mit 13 Jahren am Maastrichter Konservatorium Flöte zu lernen. Ebenfalls um diese Zeit begann sie mit Cello-Unterricht, zunächst in Echternach in der Klasse von Martin Fusenig, dann am Conservatoire du Nord bei Raju Vidali und schließlich am Konservatorium der Stadt Luxemburg bei Claude Giampellegrini. Das Studium perfektionierte sie am Maastrichter Konservatorium bei Frans van der Grinten und Mirel Iancovici und schloss es mit einem Bachelor-Diplom ab.
Mit 16 Jahren begann sie in Rockmusik- und Popmusik-Bands mitzuspielen, später auch in den Richtungen Crossover und Jazz. Sie trat auch zeitgleich im Orchester Estro Armonico und dem Ensemble Baroque du Luxembourg auf und spielte mit Raju Vidali im Ensemble de la chapelle St Marc Longsdorf. Sie hatte ein Aushilfsengagement bei der Luxembourg Sinfonietta und im Kammermusek Veräin Lëtzebuerg.
Sie erkrankte an Krebs, der jedoch nach einer Behandlung als geheilt galt, und im Juli 2016 feierte sie ihr Comeback auf der Bühne. Lisa Berg starb in der Nacht vom 21. auf den 22. Dezember 2017 im Centre hospitalier de Luxembourg an Leukämie.

## Musikkarriere und Beruf
Ab 2001 war Lisa Berg Musiklehrerin an der Réidener Museksschoul. Als Solistin, Orchestermusikerin und als Kammermusikerin war sie an ganz verschiedenen, oft auch nichtklassischen Formationen beteiligt. Sie hat z. B. mit André Mergenthaler und Judith Lecuit in einem Cello-Trio gespielt. Mit Sascha Ley und Frederic Frenay bei der Lost-in-the-Stars-Tour. Sie spielte beim Musical Alice Underground mit und in der Elektronische-Musik-Operette DJe mit Fränky Reuter und Michel van Tune.
CD-Aufnahmen erfolgten für Raquel Barreira, Fluyd, Claudine Muno, Low Density Corporation, Thierry Kinsch, Claude Pauly, Lex Gillen und Dullemajik. Auch an der CD Opnam (Horizons) für die französische Gruppe Détroit, ein französisches Musikprojekt von Bertrand Cantat, war sie als Solistin beteiligt. Für die DVD Regarder le soleil en face, die im März 2015 von Omega 90 herausgebracht wurde, hat sie zusammen mit David Ianni die Musik komponiert und interpretiert.
Sie trat bei verschiedenen Festivals auf, so z. B. beim Kuhmo Chamber Music Festival in Finnland, dem Youth Orchestra Festival in Budapest, dem Korean Music Festival in Maastricht, dem Lechternacher Festival, Wolzer Festival, Syrdall Festival, De Klenge Maarnicher Festival oder dem e-Lake festival und hatte eine Reihe von Live-Auftritten in Luxemburg und Belgien (z. B. im Mai 2015 mit Bertrand Cantat und seiner Band in der Rockhal von Esch an der Alzette).
2014 war sie am Soundtrack für den Dokumentarfilm Oro Libre von Gaëlle Tavernier beteiligt und komponierte das Stück Hope für die Fondation Cancer, das 2014 beim „Relais pour la Vie“ uraufgeführt wurde (das Video Hope wurde im Krankenzimmer von Lisa Berg aufgenommen). Ihr erstes Soloalbum White wurde 2015 veröffentlicht, es war in den Real World Studios von Peter Gabriel aufgenommen worden.